# Tueuse de vampires
 (juillet 2024).
Si vous disposez d'ouvrages ou d'articles de référence ou si vous connaissez des sites web de qualité traitant du thème abordé ici, merci de compléter l'article en donnant les références utiles à sa vérifiabilité et en les liant à la section « Notes et références ».
La tueuse de vampires est, dans les séries télévisées Buffy contre les vampires et Angel, le titre donné à chaque élue. C'est toujours une jeune femme à qui on accorde des pouvoirs mystiques qui proviennent du cœur d'un pur-démon et qui lui donnent des capacités surnaturelles, force, agilité, résistance et vitesse surhumaines, pour l'aider dans son combat contre les forces du mal. Elle peut également faire des rêves prémonitoires et prophétiques.

## L’élue

### La Première Tueuse
L'origine de la première tueuse est révélée dans l'épisode Retour aux sources. Il y a environ cinq mille ans, en Afrique, un groupe de trois chamans, connus sous le nom des hommes de l'ombre, ont employé une puissante magie pour transmettre à une jeune fille qu'ils ont trouvée et enchainée l'essence d'un démon. Cela a accordé à la fille des capacités physiques surhumaines (force, agilité, vitesse et guérison accélérée). Elle est alors devenue la première tueuse, appelée à combattre les vampires et autres démons qui peuplent encore la terre. À la suite de sa mort, les trois chamans ont fait en sorte que les pouvoirs de la Tueuse se transmettent à la prochaine élue. Il est cependant révélé que la Première Tueuse, du fait de ses pouvoirs nouvellement acquis et n'ayant subi aucune modification à la suite de différents transferts entre différentes Tueuses, était plus puissante que ses successeuses pour pouvoir combattre les primordiaux et autres Turok-Han. Mais cette puissance l'a transformée en primitive qui a du vivre loin des siens. Il est révèlé à Buffy dans La Fin des temps, partie 1 que les descendants des hommes de l'ombre sont le Conseil des observateurs, une organisation qui se consacre à trouver et à former les Tueuses potentielles.

### La lignée des tueuses
En raison de la nature violente de la vie d'une tueuse, sa durée de vie moyenne devient assez courte après s'être fait appeler. En conséquence, la magie des hommes de l'ombre a également créé un grand nombre de tueuses potentielles (des filles normales du monde entier dont un jour l'une d'entre elles peut être appelée). Quand une tueuse meurt, une des potentielles — apparemment choisie par les puissances supérieures sur différents critères — reçoit la puissance et les capacités d'une tueuse. Le Conseil des observateurs essaye d'identifier et de former ces « potentielles » avant qu’elles soient appelées, mais ils ne le peuvent pas toujours. 
Ce processus continue durant des générations jusqu'en 1997 (épisode Le Manuscrit), lorsque Buffy est tuée au cours d'un combat contre le Maître, pour être peu après ramenée à la vie par Alex. Buffy revient à la vie en maintenant ses capacités de tueuse, mais sa mort clinique est suffisante pour que la tueuse suivante soit activée. Pendant plusieurs années, il y a ainsi deux tueuses dans le monde. Cependant, à la mort de la seconde Tueuse — Kendra Young — une autre Tueuse, Faith est appelée, mais pour la seconde mort de Buffy dans L’Apocalypse ce ne fut pas le cas. En effet, Buffy n'est plus dans la lignée de Tueuses, c'est maintenant Kendra et après sa mort Faith qui est la Tueuse « officielle ».
Les règles employées pour appeler une tueuse changent encore en 2003 (épisode La Fin des temps, partie 1) lorsque Buffy découvre une faux magique que la tueuse utilise. Dans La Fin des temps, partie 2, à la demande de Buffy, Willow Rosenberg emploie une puissante magie pour utiliser l'essence de la faux afin que chaque potentielle dans le monde soit une tueuse à part entière. Dans la saison 8 en comics, Buffy estime qu'il y a maintenant au moins 1 800 tueuses dans le monde.
Dans le comic book Fray, qui se passe dans le futur, on affirme qu'à un certain moment du XXIe siècle, une tueuse fait face à une armée de démons. En raison de cette bataille, tous les démons et magiciens sont bannis de la dimension de la Terre. Après cela, la lignée des tueuses devient inutile, tandis que les tueuses potentielles existent toujours, aucune n'ayant été activée durant deux cents ans. Dans le futur, les démons reviennent sur la dimension terrestre, et une nouvelle tueuse est finalement invoquée, une jeune femme appelée Melaka Fray.

### Tueuses potentielles
Seule une partie des jeunes filles d'une génération peut être La Tueuse. On les appelle les tueuses potentielles, ou simplement Potentielles. D'après les explications de Giles, les potentielles sont choisies par les Puissances Supérieures sans que les observateurs sachent vraiment les critères de sélection. Mais la confrérie des sorcières à l'aide de la magie, ou le conseil des Observateurs par déduction, repère très tôt les potentielles et les entraîne au combat et à l'utilisation des différentes armes dans le but qu'elles soient opérationnelles si l'une d'elles devient La Tueuse comme ce fut le cas avec Kendra à la suite de la mort de Buffy et de Faith après le décès de Kendra. D'autres potentielles découvrent leurs pouvoirs de Tueuse alors qu'elles n'étaient pas au courant, comme ce fut le cas pour Buffy, et doivent alors tout apprendre en peu de temps pour ne pas mourir trop vite. Lors du dernier épisode de la saison 7 de la série, Willow lance un sort qui transforme toutes les Tueuses potentielles en véritable Tueuse en libérant les pouvoirs de la Tueuse canalisés dans la Faux magique.
Dans la saison 7 de Buffy contre les vampires, la Force tente de mettre fin à la lignée des Tueuses en tuant les Potentielles ainsi que leurs observateurs, afin qu'elles cessent de représenter une menace pour elle. Giles localise et amène à Sunnydale autant de Tueuses Potentielles qu'il peut en trouver afin qu'elles soient plus en sécurité. Elles sont alors entraînées au combat par Buffy et Spike. Parmi les Tueuses Potentielles qui viennent à Sunnydale, on peut citer :
- Amanda (interprétée par Sarah Hagan) apparaît pour la première fois dans l'épisode La Prédiction. C'est une lycéenne de Sunnydale qui se révèle en tant que potentielle en tuant un vampire qui s'en était pris à elle et Dawn (épisode La Relève). Elle est tuée par un Turok-Han avec son propre pieu dans le dernier épisode de la saison (La Fin des temps, partie 2).
- Annabelle (interprétée par Courtnee Draper) fait une brève apparition dans l'épisode L'Aube du dernier jour. Elle fait partie des trois premières potentielles à arriver à Sunnydale (avec Kennedy et Molly). Elle semble disciplinée et attentive aux conseils qu'on lui donne au point de les noter. Effrayée par les événements qui se produisent à Sunnydale, elle s'enfuit mais est rattrapée et tuée par le premier Turok-Han.
- Caridad (interprétée par Dania Ramirez) apparaît pour la première fois dans l'épisode L'Armée des ombres. Elle est le sujet, avec une autre tueuse, d'un rêve sexuel d'Alex. Elle fait partie de l'expédition menée par Faith au repaire des Bringers et survit à l'explosion qui s'ensuit. Elle participe à la bataille finale et survit.
- Chao-Ahn (interprétée par Kristy Wu) apparaît pour la première fois dans l'épisode Rendez-vous dangereux. Venant de Chine, elle parle uniquement le cantonais ce qui sert plusieurs fois d'élément comique dans la saison. Elle participe à la bataille finale et survit.
- Chloé (interprétée par Lalaine) apparaît pour la première fois dans l'épisode Exercice de style mais il apparaît vite qu'elle n'a pas l'étoffe d'une Tueuse. La Force la pousse au suicide par pendaison dans l'épisode Retour aux sources.
- Coleen (interprétée par Rachel Bilson) apparaît pour la première fois dans l'épisode L'Armée des ombres où Alex fait un rêve érotique la mettant en scène avec Caridad et lui-même. Elle est présumée participer à la bataille finale et survivre.
- Diane interprétée par Miranda Kwok apparaît dans l'épisode l'Armée des ombres où elle est tuée par Caleb.
- Kennedy : voir l'article spécialisé.
- Molly (interprétée par Clara Bryant) apparaît pour la première fois dans l'épisode L'Aube du dernier jour. Elle est, avec Kennedy et Annabelle, l'une des trois potentielles que Giles ramène d'Angleterre. Elle est tuée par Caleb dans l'épisode L'Armée des ombres.
- Rona (interprétée par Indigo) apparaît pour la première fois dans l'épisode Exercice de style. Elle arrive à Sunnydale et est attaquée immédiatement à la sortie d'un bus par des Bringers avant d'être sauvée par Buffy. Lors d'un combat, Caleb lui brise le bras. Un Bringer s'apprête à la tuer mais Alex lui transperce la main avec son arc. Elle fait partie des survivantes de la bataille finale du dernier épisode. Elle réapparaît par la suite dans la série de comics.
- Shannon (interprétée par Mary Wilcher) apparaît pour la première fois dans l'épisode L'Armée des ombres où elle est poignardée par Caleb alors qu'elle se rend à Sunnydale. Après un séjour à l'hôpital, elle participe néanmoins à l'ultime bataille à laquelle elle survit.
- Violet (Vi) (interprétée par Felicia Day) apparaît pour la première fois dans l'épisode Exercice de style. Au départ timide et hésitante, elle montre par la suite de remarquables talents de combattante et fait partie des survivantes du combat final du dernier épisode. Elle réapparaît par la suite dans la série de comics.

## Pouvoirs et capacités
Les pouvoirs qui sont accordés à la Tueuse sont des capacités physiques surhumaines. Il s'agit en quelque sorte d'un super-pouvoir. Cependant, les vampires combattus par les tueuses disposent eux aussi d'une résistance et de capacités surnaturelles, certains étant même plus forts que la Tueuse elle-même.  

### Force
Les Tueuses de vampires sont dotées d'une force plus grande que celle des humains normaux. Buffy Summers, par exemple, soulève la porte coulissante en métal d'un ascenseur dans Anne. Elle tord également le canon d'un fusil dans Pleine Lune. Buffy parvient aussi à briser une épée en deux dans l'épisode Sans issue. Faith peut prendre le vampire Angel avec une main et le jeter facilement à des distances courtes, le soulever au-dessus de sa tête et le cogner sur le plafond plusieurs fois dans Cinq sur cinq. Elle rompt également des menottes auxquelles elle est attachée en tirant assez fort, dans La Cérémonie.
La tueuse psychotique Dana détruit une porte en métal dans la Saison 5 d'Angel (épisode Folle), de même que Buffy dans la saison 6 (Que le spectacle commence) et dans la saison 7 (La Fin des temps). Dans l'épisode Bienvenue à Sunnydale, Buffy réussit à tordre une trappe au-dessus d'elle.

### Agilité et réflexes
Les tueuses peuvent se déplacer plus rapidement et réagir plus vite que les êtres humains normaux. Buffy attrape une flèche d'arbalète sans qu'elle atteigne sa cible (La Prédiction) et, ayant posé son pied dans un piège à ours, l'enlève assez rapidement pour qu'il ne se referme pas sur elle (Le Bal de fin d'année). Elle est également capable de grands exploits d'agilité, et peut sauter de grandes distances comme dans Buffy contre Dracula. Buffy esquive des balles tirées par Adam dans l'épisode Phase finale, parvenant à plonger pour se couvrir avant qu'une balle ne puisse l'atteindre. Faith esquive plusieurs balles d'un fusil de chasse dans l'épisode de la saison 4 d'Angel, d'une façon semblable.
La vitesse d'une Tueuse est aussi extraordinaire. Dans l'épisode Toute la peine du monde, Buffy parvient à rattraper une boule de feu, et dans l'épisode La Fin des temps, partie 2, elle parvient à rattraper le bus qui fuit Sunnydale lorsque la Bouche de l'Enfer se referme en sautant de grandes distances d'un bâtiment à l'autre.

### Résistance et guérison
Le corps d'une Tueuse de vampires est plus résistant que celui d'un humain ordinaire. Il est difficile, bien que possible, de les endommager, de briser leurs os ou même de les tordre. Buffy souffre d'un bras foulé dans la saison 4 (épisode Disparitions sur le campus) lorsqu'elle combat un vampire du nom de Sunday. Dans L'Esprit vengeur, l'esprit amérindien Hus se transforme en ours noir et donne un coup à Buffy, l'envoyant en arrière, mais ne laissant aucun dommage évident. Dans Sœurs ennemies, Buffy s'enfuit par une fenêtre d'un entrepôt et chute d'une grande hauteur sans dommages. Dans Cinq sur cinq, Faith tombe sur une voiture avec le même résultat. Buffy est heurtée par une voiture, se relevant peu après quelque peu sonnée dans Anne. Faith est également capable dans Au-dessus des lois de se jeter hors d'un camion roulant à plus de 50 km/h et se réceptionner après une roulade au sol sans peine et sans aucune douleur.
En dépit de cette résistance, la peau d'une tueuse peut être perforée par des armes pointues telles que des couteaux, des pieux ou des balles, mais elle récupère de ces blessures dans des périodes remarquablement courtes. Par exemple, Buffy a complètement guéri, dans un délai de 24 heures, d'une blessure provoquée par un pieu planté dans son intestin dans l'épisode La Faille. Buffy a également montré une résistance à l'électricité, recevant une décharge électrique dans Moloch, un choc normalement mortel qui ne fait que l'étourdir. Cependant, un choc électrique plus prolongé la rend inconsciente dans La Déclaration. Elle a également été assommée et blessée par des humains utilisant des objets en métal, comme dans l'épisode Œufs surprises où elle est assommée par un coup de barre en métal à la tête, et dans l'épisode La Face cachée, où Ethan Rayne l'assomme avec un coup derrière la tête. Dans l'épisode La Fin des temps, partie 2, lors du combat contre la Force, un vampire transperce le ventre de Buffy d'un coup d'épée, mais la tueuse reste consciente et parvient à se relever quelques instants plus tard, pouvant continuer à se battre sans aucune difficulté apparente. Faith, quant à elle, est poignardée par Buffy dans La Cérémonie, partie 2 et tombe neuf mois dans le coma, alors qu'une personne normale n'aurait pas survécu, avant d'en sortir sans aucune séquelle.

### Intuitions
Les Tueuses possèdent une perception intensifiée de leur environnement. Cette perception peut, avec de l'expérience, permettre à la Tueuse de connaître la position d'un ennemi et de le combattre les yeux bandés ou dans l'obscurité. Ce n'est pas une capacité constante mais cette compétence peut être améliorée par la pratique et la Tueuse doit se concentrer pour en profiter pleinement.
Une Tueuse a également la capacité limitée de détecter la présence des vampires. Ce pouvoir peut être amélioré comme la perception, la Tueuse devant également se concentrer pour l'utiliser. Ceci n'empêche pas Buffy (ou les autres Tueuses) d’être attiré dans un guet-apens par des vampires. Buffy n’a pas cette compétence de manière très développée, elle fréquente Angel pendant un temps considérable avant de se rendre compte qu'il est un vampire.

### Rêves
Toutes les Tueuses à travers les âges partagent un lien psychique, manifesté dans leurs rêves, décrit dans Folle. Une Tueuse rêvera fréquemment d'elle-même en tant que Tueuse à différentes époques. Ces rêves sont habituellement vagues, mais peuvent être prophétiques (par exemple dans Innocence), et parfois leur signification échappe à la Tueuse. Les Tueuses peuvent aussi communiquer en rêves entre elles. Dans l'épisode La Cérémonie, Faith contacte Buffy en rêve, afin de l'informer, premièrement, du nombre de jours qu'il lui reste à vivre, même si Buffy ne comprend pas car c'est une indication cryptée. Ensuite, elle lui donne de l'aide afin de réussir à vaincre le Maire. Dans Cauchemar, la première Tueuse fait irruption dans les rêves de Buffy et de ses amis.

### Autres capacités
Une Tueuse est naturellement très compétente au combat à mains nues ou à l'arme blanche. Son observateur lui permet de développer ces talents et lui enseigne également des techniques de combat spécifiques, comme divers arts martiaux.

## Armes et équipement
Les Tueuses utilisent souvent des armes pour combattre les vampires et d'autres démons. Les simples pieux en bois, les crucifix, et l'eau bénite sont généralement les armes les plus efficaces contre les vampires. Les épées, les haches et les couteaux sont les instruments les plus utilisés pour tuer les démons. D'autres armes sont utilisées, comme les arbalètes. Occasionnellement, des armements plus sophistiqués sont utilisés, comme dans Innocence où Buffy Summers utilise un lance-roquettes. Les pistolets sont utilisés très rarement en raison de leur inefficacité face aux vampires et aussi du plus grand risque d'accident envers les civils.

### La faux
La faux est une arme ressemblant à une hache en métal avec un pieu en bois à l’extrémité. Lorsque Buffy découvre l'arme, dans La Fin des temps, partie 1, une femme mystérieuse lui explique son origine. Des siècles plus tôt, un groupe de femmes connues sous le nom de « Gardiennes » ont forgé la faux pour la Tueuse. Les Gardiennes l’ont gardée secrète aux hommes de l'ombre, et plus tard aux observateurs. La faux est vue deux cents ans après dans les mains du démon nommé Urkonn, qui donne l'arme à Melaka Fray dans le comic book Fray. Une Tueuse qui tient la faux entre ses mains l'identifie comme une source de puissance et a la sensation qu'elle lui appartient (comme cela arrive à Faith dans La Fin des temps, partie 2). Willow Rosenberg utilise l'essence mystique de la faux pour activer chaque Tueuse Potentielle à travers le monde.

### «Kit de secours de la Tueuse»
Dans Retour aux sources, Robin Wood informe Buffy qu'il possède un sac appartenant à sa mère, la tueuse Nikki Wood. Le décrivant comme un « kit de secours », Wood décide de le donner à Buffy car elle est la Tueuse, mais jusque-là, il l’avait conservé sans l'ouvrir. Le sac contient des armes et des charmes, avec un texte écrit en sumérien et une boîte verrouillée contenant un ensemble de théâtre d’ombres. L'utilisation du théâtre d’ombres en même temps que la lecture du livre, raconte l'histoire de la naissance de la Première Tueuse ; pendant la narration, un portail dimensionnel s'ouvre, ce qui permet à la Tueuse de parler aux hommes de l'ombre directement. L'ouverture du portail et le passage de la Tueuse a une contrepartie : l'envoi d'un nouveau démon sur terre.

## Tueuses de vampires

### Avant Buffy

#### La Première Tueuse
Appelée également « la Tueuse Primitive », c'est la toute première Tueuse sur ce monde. Elle a été invoquée par trois sorciers africains et apparaît en rêve dans quelques épisodes de la série.

#### La tueuse médiévale
Elle vit dans un village anglais durant le Moyen Age. Elle finira mise à mort sur le bûcher pour sorcellerie. Elle apparait dans le comics Tales of the Slayers. 

#### Claudine
Claudine est une Tueuse française. Elle a vécu durant la Révolution française en 1789. Son observateur lui fait croire qu'un aristocrate parisien est un vampire. Elle apparaît dans le comics Tales of the Slayers.

#### Elizabeth Weston
Elizabeth Weston est une Tueuse anglaise qui a vécu en Angleterre au début du XIXe siècle. Elle se bat contre des vampires durant un bal aristocratique dans le Somerset. Elle apparaît dans le comics Tales of the Slayers.

#### Naayeeneizghani
Naayeeneizghani est une Tueuse amérindienne de la tribu des Navajos qui a vécu à la fin du XIXe siècle. Elle voyage à travers le Far West et est présente à la fondation de Sunnydale. Elle apparaît dans le comics Tales of the Slayers.

#### Xin Rong
Xin Rong est une Tueuse chinoise qui fabrique elle-même ses armes. Spike la tue puis boit son sang, durant la révolte des Boxers en 1900. Elle apparaît dans l'épisode La Faille.

#### Anni
Anni est une Tueuse allemande qui vivait à Nuremberg dans les années 1930 durant la montée au pouvoir du nazisme en Allemagne. Elle est membre de la Bund Deutscher Mädel. Elle apparaît dans le comics Tales of the Slayers.

#### Nikki Wood
Nikki Wood interprétée par April Weeden-Washington puis K. D. Aubert, est une Tueuse qui a été appelée dans les années 1970 et a été tuée par Spike en 1977. La première apparition de Nikki Wood, jouée par April Weeden-Washington, est dans le septième épisode de la cinquième saison, La Faille. Alors que Buffy, blessée par un vampire ordinaire, demande à Spike de lui raconter comment il a réussi à vaincre deux Tueuses. Celui-ci lui raconte sa bataille contre Xin Rong ainsi que son dernier combat comme Nikki Wood dans un métro de New York en 1977. Les flashbacks montrent le vampire la tuer en lui brisant la nuque puis lui prendre son manteau. Dans l'épisode Rendez-vous dangereux de la saison 7, il est révélé qu'elle a eu un fils alors qu'elle était une Tueuse, Robin Wood, à qui la Force s'adresse pour l'influencer sous la forme de Nikki, jouée à ce moment par K. D. Aubert. La dernière apparition du personnage dans la série est dans l'épisode Un lourd passé où l'on apprend qu'elle faisait passer sa mission de Tueuse avant tout, y compris son fils.
Dans les comics, l'histoire Nikki Goes Down de la mini-série Tales of the Slayers lui est consacrée. Elle apparaît aussi dans la nouvelle Tales of the Slayer Vol. IV, dans laquelle son observateur, Bernard Crowley, en raison de sa grossesse, essaye de lui épargner le Cruciamentum, c'est-à-dire l'épreuve que subit une Tueuse pour ses 18 ans où elle doit tuer un vampire sans ses pouvoirs, épreuve que Buffy passe dans l'épisode de la saison 3 Sans défense. Mais c'est dans Blackout, la nouvelle qui lui est consacrée, qu'on en apprend le plus sur elle. Le personnage fait aussi des apparitions dans la nouvelle Queen of the Slayers et dans les comics Auld Lang Syne et The Chain, où elle apparaît comme élément de la chaîne liant toutes les Tueuses.

### Contemporaines et postérieures à Buffy

#### Kendra Young
Kendra est activée après la mort de Buffy. C'est la seconde Tueuse à apparaître dans la série. Elle est tuée par Drusilla à la fin de la saison 2 en tentant de protéger ses amis.

#### Faith Lehane
Faith est la troisième Tueuse de la série. Elle est surnommée la Tueuse rebelle car elle choisit d'œuvrer pour le mal avant de se racheter en se rendant à la police. À la fin de la série, elle est toujours en vie et continue la bataille du bien contre le mal dans les comics qui prolongent celle-ci.

#### Leah
Leah apparaît dans la série de comics Buffy contre les vampires, saison 8. On la voit pour la première fois dans Un long retour au bercail et elle est membre de l'équipe de Buffy avec Satsu et Rowena. Elle a un léger accent écossais et de volumineux cheveux rouges. Elle combat des vampires à Tokyo dans Wolves at the Gate et l'homme-serpent dans Time of your Life.

#### Genevieve "Gigi" Savidge
Genevieve est une Tueuse de vampires issue de l'aristocratie anglaise. Elle apparaît dans la première partie du troisième arc de la série de comics Buffy contre les vampires, saison 8 : Pas d'avenir pour toi !. Ambitieuse, elle cherche à tuer Buffy pour prendre sa place en tant que leader des Tueuses. Rupert Giles confie à Faith la mission de l'éliminer. Les deux jeunes filles se lient d'amitié et Faith tente alors de la raisonner, sans succès, et la tue par accident.

#### Melaka Fray
Melaka Fray est une Tueuse de vampire qui apparaît dans le comic Fray se déroulant dans le futur, à un moment où les vampires (appelés « lurks ») sont monnaie courante dans les bidonvilles de la ville de New York.

#### Satsu
Satsu est une Tueuse japonaise qui apparaît et joue un rôle important dans la saison 8 en comics de la série.

## La relation de la Tueuse avec la mort
Lorsqu'une Potentielle devient La Tueuse, cette dernière se rend rapidement compte que la mort peut l'emporter à tout instant. Comme le dit Buffy plusieurs fois au cours de la série, les Tueuses dépassent rarement l'âge de 25 ans. Dans l'épisode La Faille, Spike apprend à Buffy que chaque Tueuse a en elle un désir de mort car la Tueuse elle-même est intriguée voire attirée par la mort. Lorsque Buffy rencontre la Première Tueuse, cette dernière lui dit que la mort est son cadeau, chose que Buffy comprendra lors de son combat contre Gloria (épisode l'Apocalypse). En effet, en se remémorant certaines phrases entendues, elle en conclut que lorsqu'une Tueuse meurt, la mort lui apporte le repos et la paix qu'elle n'a pu connaitre de son vivant en combattant les forces du mal. Et, après sa résurrection au début de la saison 6, Buffy révèle qu'elle était au paradis, ce qui signifierait que les Tueuses sont récompensées après leur mort pour leur sacrifice dans leur vie de Tueuses.